# Mythos (Mario-Pavone-Album)
Mythos ist ein Jazzalbum des Mario Pavone Nu Trio / Quintet. Die am 20. Februar 2001 in den Northern Track Studios in Wilmington, Vermont, und am 14. November 2001 im Systems Two Studio in Brooklyn, New York City, entstandenen Aufnahmen erschienen 2002 auf dem Label Playscape Recordings.

## Hintergrund
Mythos ist ein weiteres Album, das Pavones Nu Trio mit Peter Madsen (Piano) und Matt Wilson bzw. Michael Sarin (Schlagzeug) dokumentiert. Für das Album wurde das Trio bei drei Stücken („Diode“, „Mythos“ und „Interlude“) mit dem Trompeter Steven Bernstein und dem Tenorsaxophonisten Tony Malaby zum Quintett erweitert. Bernstein arrangierte auch zwei der Stücke, auf denen er spielt, „Diode“ und „Mythos“.

## Titelliste
- Mario Pavone Nu Trio / Quintet: Mythos (Playscape Recordings  PSR0111401)[2]

1. Diode 7:36
2. Dialect 3:35
3. Odeon 4:44
4. Sky Piece (Thomas Chapin)  6:09
5. Mythos 4:53
6. Crutch for the Crab (Richard Twardzik)  4:06
7. Dancers Tales 5:38
8. Interlude 0:48
9. Isobars 7:07
10. Fablet 2:09
11. And Then We Wrote 2:36

Sofern nicht anders angegeben, stammen alle Kompositionen von Mario Pavone.

## Rezeption

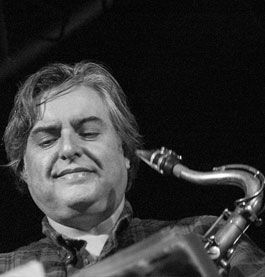
Tony Malaby

Richard Cook und Brian Morton zeichneten das Album mit vier Sternen aus und schrieben in der achten Auflage des Penguin Guide to Jazz, die Hinzufügung eines Trompeters verleihe der Musik eine neue, stachelige Note und scheint Madsen anzutreiben, der mit jeder Session zu immer größeren Höhen des Erfindungsreichtums wachse. Wilson und Sarin seien beide mit dieser Musik gewachsen. Sie bringen ganz unterschiedliche Charaktere in die Musik, so die Autoren: Sarins nervöser und kämpferischer, Wilsons extravaganter, aber auch unerwartet. Es sei nicht das repräsentativste Pavone-Album der [damals] aktuellen Reihe, aber seine Qualität spreche für sich.
David R. Adler verlieh dem Album in Allmusic vier Sterne und schrieb, Mythos sei so kraftvoll wie sein Vorgängeralbum (Remembering Thomas, 1999), aber dieses Mal werde das Mario Pavone Nu Trio auf drei Stücken zum Quintett. Die Gäste, der Trompeter Steven Bernstein und der Tenorsaxophonist Tony Malaby würden beide Pavones Musik mit feuriger Respektlosigkeit versehen. Pavone greife eine Reihe zuvor aufgenommener Werke wie „Dancers Tales“ und „Isobars“ auf und meditiere erneut mit einer großzügigen Interpretation von „Sky Piece“ über den Geist von Thomas Chapin. Mit Hilfe der Transkriptionistin Peggy Stern mache er auch einen Sprung in „Crutch for the Crab“, eine obskure und brillante Komposition des 1955 verstorbenen Pianisten Richard Twardzik. Pavones kräftiges Bassspiel sei der Anker dieser Sessions und führe die Gruppe durch unisono-Passagen, durchweg groovende Solo-Statements und inspirierte Rubato-Dialoge, wie das atemberaubende, erstaunlich prägnante „Fablet“.